# Type 10 (char)
Pour les articles homonymes, voir Joseph Staline (char) et Locomotive type 10 SNCB.
Le Type 10 est un char de combat japonais, fabriqué depuis 2010 par Mitsubishi Heavy Industries pour les forces japonaises d'autodéfense, où il est entré en service en janvier 2012. Représentant la 4e génération de char de combat japonais, il a été conçu pour épauler le char Type 90 et remplacer le Type 74 devenu obsolète.

## Historique

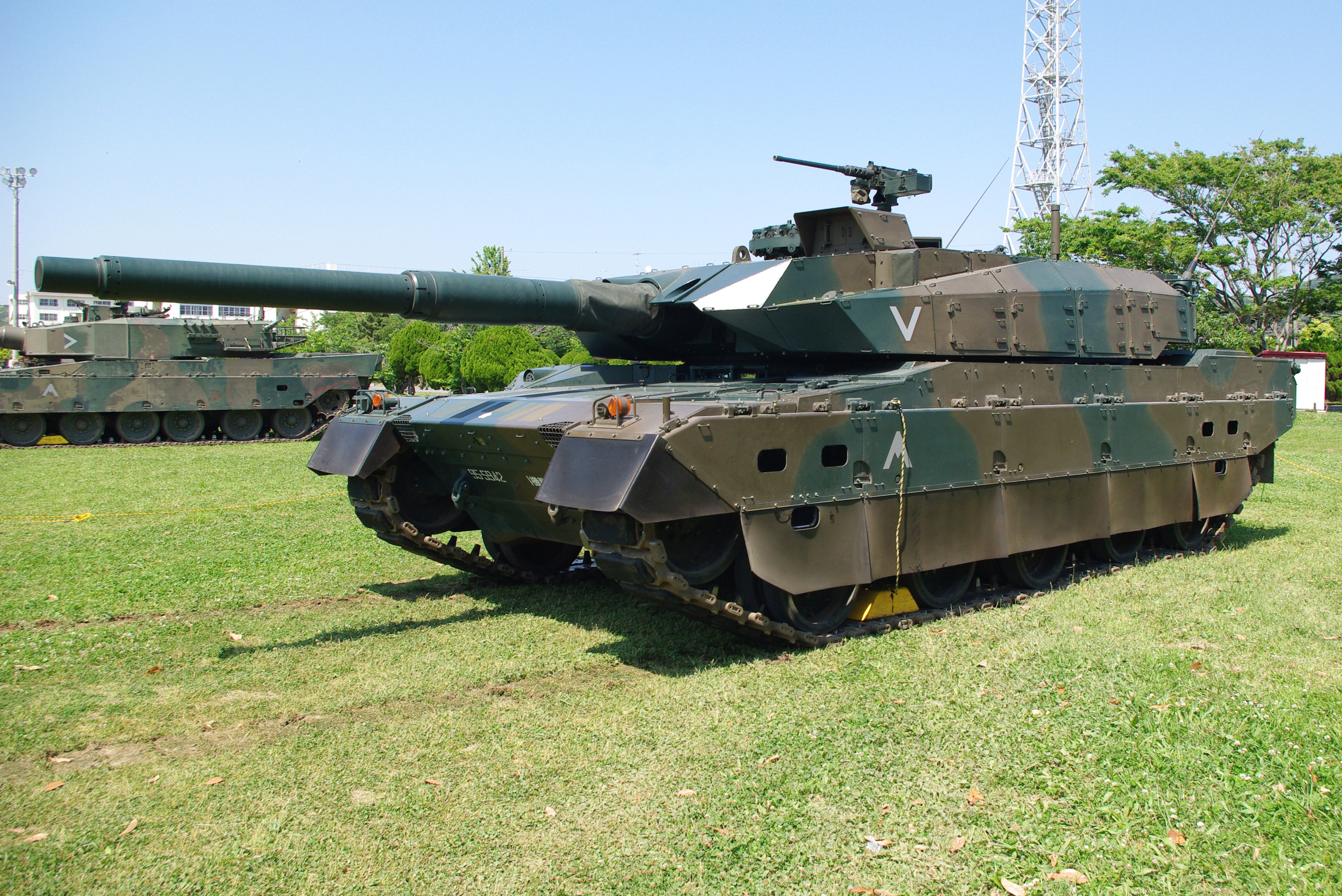
Un char Type 10 actuellement en service dans les Forces terrestres d'autodéfense japonaises. Remarquez à l'arrière-plan son prédécesseur, le Type 90.

Au tout début des années 2000, la Force terrestre d'autodéfense japonaise a souhaité moderniser ses chars de combat Type 74 et Type 90 afin de s'adapter aux futurs conflits du XXIe siècle. L'élément central de cette modernisation devait être l'intégration d'un système C4ISR embarqué.
Il s'est avéré que le Type 74 n'offrait pas un volume sous blindage suffisant pour recevoir un tel système, le compartiment de combat étant assez exigu.
Le Type 90, quant à lui, n'était pas utilisé à son plein potentiel en raison de sa marge de manœuvre limitée, ce dernier étant trop lourd pour l'infrastructure routière nipponne et ne pouvant donc opérer que sur l'île d'Hokkaidō et au camp militaire Komakado, au pied du mont Fuji.
Il fut donc décidé de concevoir un nouveau char de combat, plus léger que le Type 90 tout en étant plus performant.
Le gouvernement japonais approuva le projet d'un nouveau char le 15 décembre 2002 et son développement fut confié à l'institut de recherche et développement technique de Sagamihara. 
Quatre prototypes seront construits, le premier est achevé en janvier 2006, le deuxième est dévoilé au grand public en février 2008 sous l'appellation de TK-X. 
En 2009, sa conception est finalisée et l'année suivante, le ministère de la défense du Japon commande 13 de ces chars pour 12,4 milliards de yens (coût unitaire : 954 millions de yens), 13 en 2011 et 16 en 2012 (coût unitaire : un milliard de yens soit plus de 7,3 millions d'euros en 2015).
Les premiers exemplaires entrent en service en janvier 2012. Début 2016, moins de 70 unités sont en ligne.

## Caractéristiques

### Armement

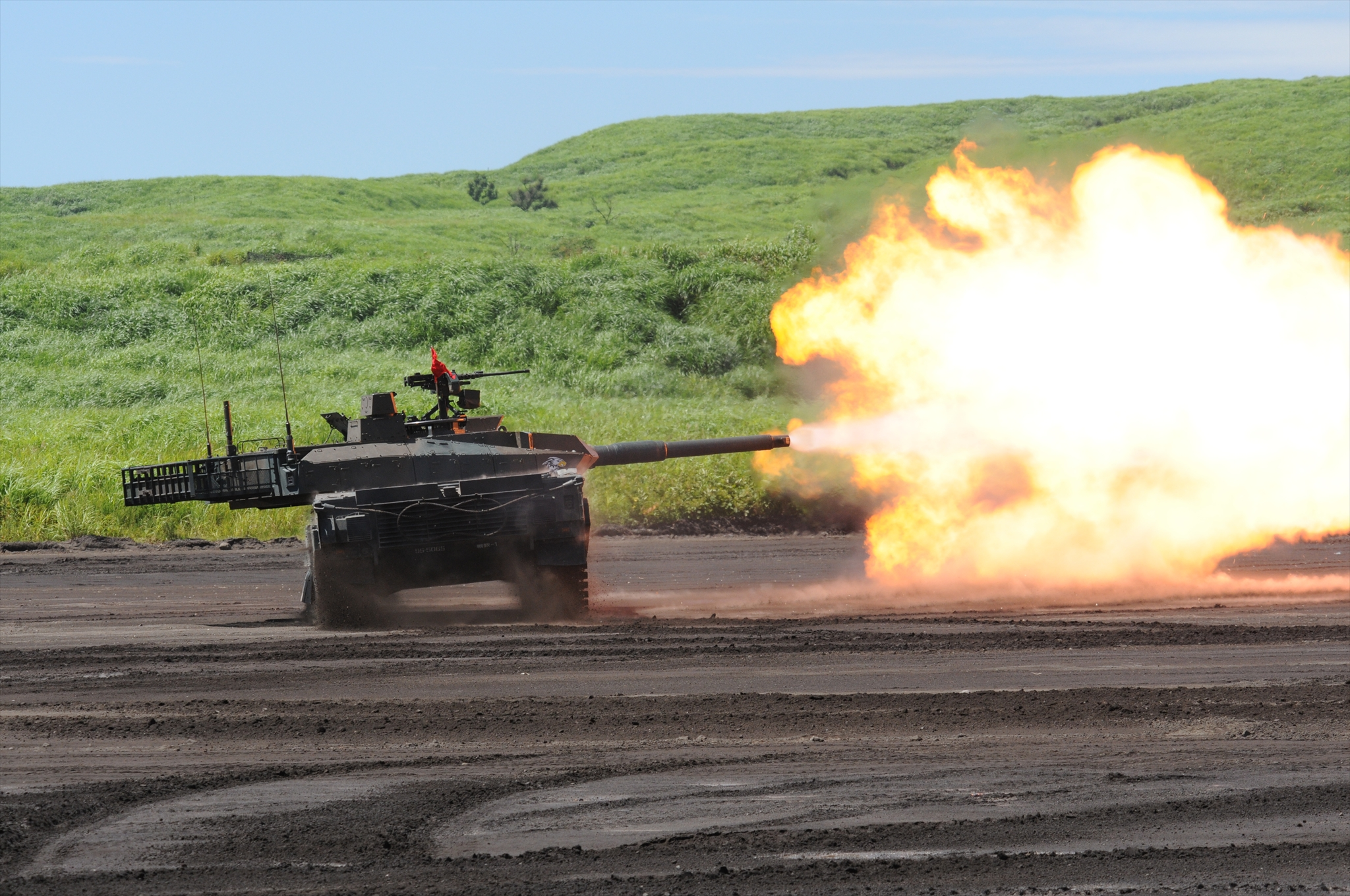
Tir avec le canon de calibre 120 mm.

Le Type 10 est armé d'un canon lisse Type 10 d'un calibre de 120 mm. Conçu par Japan Steel Works, il possède, tout comme le Type 90, une longueur de 44 calibres (L/44) mais se démarque de ce dernier par son tube allégé et sa pression maximale admissible en chambre supérieure lui permettant de tirer des munitions utilisant des poudres plus énergétiques.
La gamme de munitions employées par le Type 10 comporte :
- JM12A1 HEAT-MP-T : un obus explosif à charge creuse allemand DM12A1 produit sous licence au Japon, il perce une plaque de blindage d'une épaisseur de 480 mm ou 220 mm sous une incidence de 60° à toute distance.
- JM33 APFSDS-T : un obus-flèche allemand DM33 produit sous licence au Japon.
- Type 10 APFSDS-T : un obus-flèche de conception japonaise en alliage de tungstène possédant un barreau à grand ratio d'allongement.

#### Chargement automatique
Le chargement automatique est positionné dans la nuque de tourelle, il permet d'une manière courante le rechargement du canon lors des tirs en mouvement. 
En cas d'agression, l'explosion éventuelle des munitions est dirigée vers le haut grâce à quatre panneaux antiexplosion qui sont libérés lors de l'explosion. Cela évite que l'énergie engendrée se concentre dans la tourelle et minimise fortement les effets collatéraux sur l'équipage.
Le système est un convoyeur à chaîne à quatorze alvéoles pouvant recevoir tous les types de munitions de calibre 120 mm au standard OTAN.

### Armement secondaire
L'armement secondaire comprend une mitrailleuse coaxiale Type 74 de 7,62 mm montée dans le masque, à gauche du canon de 120 mm et une mitrailleuse lourde M2 de 12,7 mm, fabriquée sous licence par Sumitomo Heavy Industries, elle est montée sur un support circulaire fixé au tourelleau du chef de char et opérée par ce dernier.

### Mobilité

#### Motorisation
Le Type 10 possède un moteur diesel V8 quatre temps Mitsubishi 8VA à injection électronique et à refroidissement liquide. Il développe une puissance maximale de 1 200 ch à 2 300 tr/min et possède une cylindrée de 17,2 L. Le moteur 8VA peut également fonctionner avec du carburant aviation JP-4.
Deux turbocompresseurs à géométrie variable assurent la suralimentation du moteur, cette dernière est refroidie à l'aide d'un échangeur air/air.
Un groupe auxiliaire de puissance est monté dans le déport de caisse arrière gauche.

#### Transmission
Le Type 10 à la particularité de posséder une transmission hydromécanique à variation continue. Contrairement aux transmissions à variation continue que l'on retrouve sur les automobiles, celle du Type 10 utilise un variateur hydromécanique fonctionnant à l'aide de d'un moteur hydraulique entraîné par une pompe à pistons axiaux. 
Elle intègre une boîte automatique comprenant trois rapports en marche-avant et trois en marche-arrière. 

#### Suspension
Le train de roulement comporte cinq galets et trois rouleaux porteurs par chenille. La suspension oléopneumatique permet de contrôler l'assiette et de la garde au sol, ce qui permet au char de se cabrer, de baisser le nez ou monter et descendre en fonction de la nature des obstacles à franchir.

### Protection

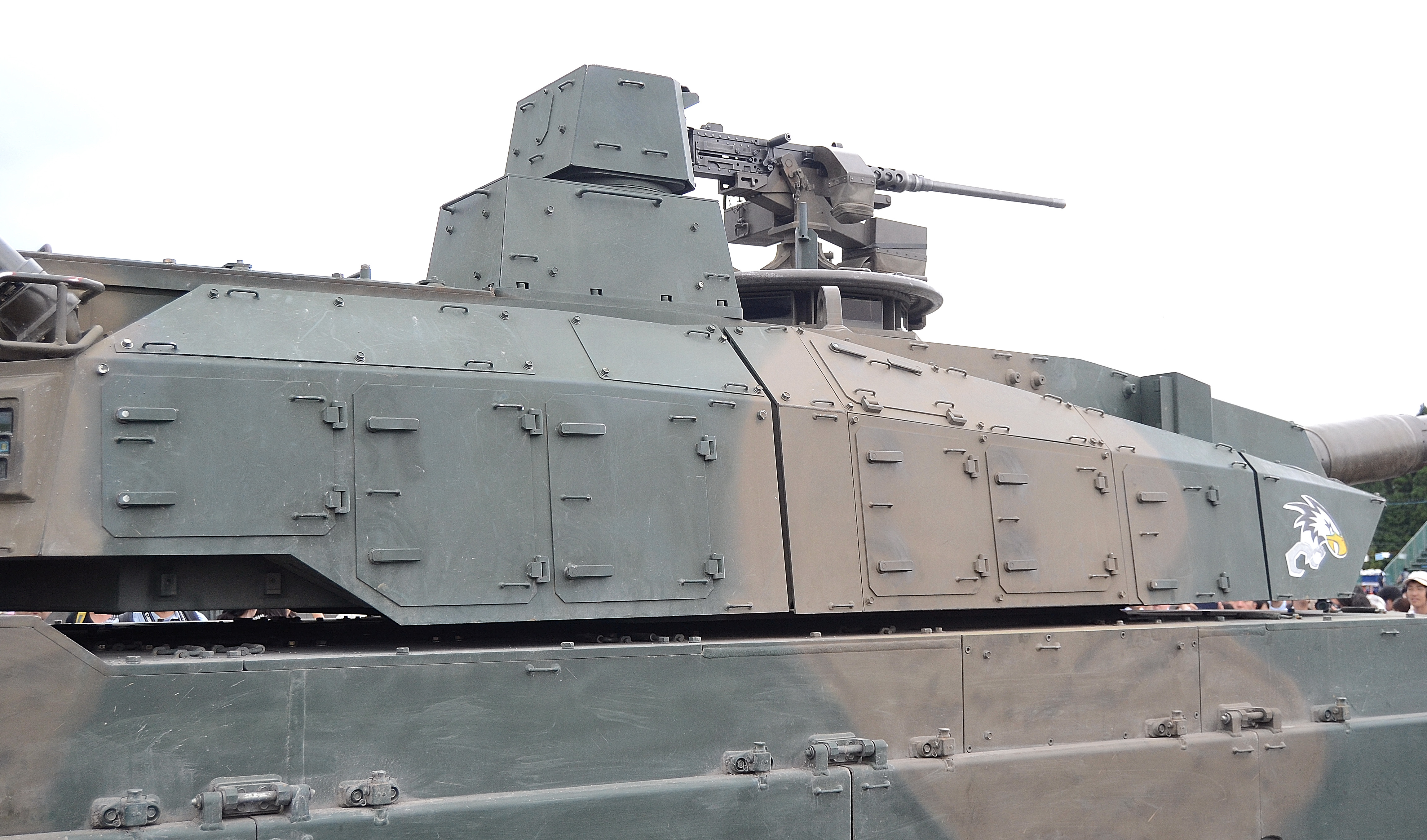
Les flancs de la tourelle sont occupés par une série de coffres prévu pour le lot de bord.

La pointe avant du glacis ainsi que l'avant de la tourelle intègrent un blindage modulaire sous forme de caissons amovibles. Ces caissons renferment des céramiques ainsi que des tôles d'acier TTHD (Très Très Haute Dureté).
Un ensemble de coffres sont montés sur les flancs de la tourelle, ils servent à transporter le lot de bord et forment  un blindage espacé.
Des modules de blindage additionnels peuvent être également montés sur le Type 10, faisant augmenter sa masse en ordre de combat à 48 t.
Quatre détecteurs d'alerte laser Goodrich Corporation Model 301 MG sont montés sur les coins de la tourelle.